# Aczelia infumata
Aczelia infumata là một loài ruồi trong họ Asilidae. Aczelia infumata được Lynch Arribálzaga miêu tả năm 1880.